# Lockhartia parthenocomos
Lockhartia parthenocomos là một loài lan bản địa của Nam Mỹ.